# Моншайн, Кристоф
Кристоф Моншайн (нем. Christoph Monschein; род. 22 октября 1992, Австрия) — австрийский футболист, нападающий клуба «Рид». Выступал в сборной Австрии.

## Клубная карьера

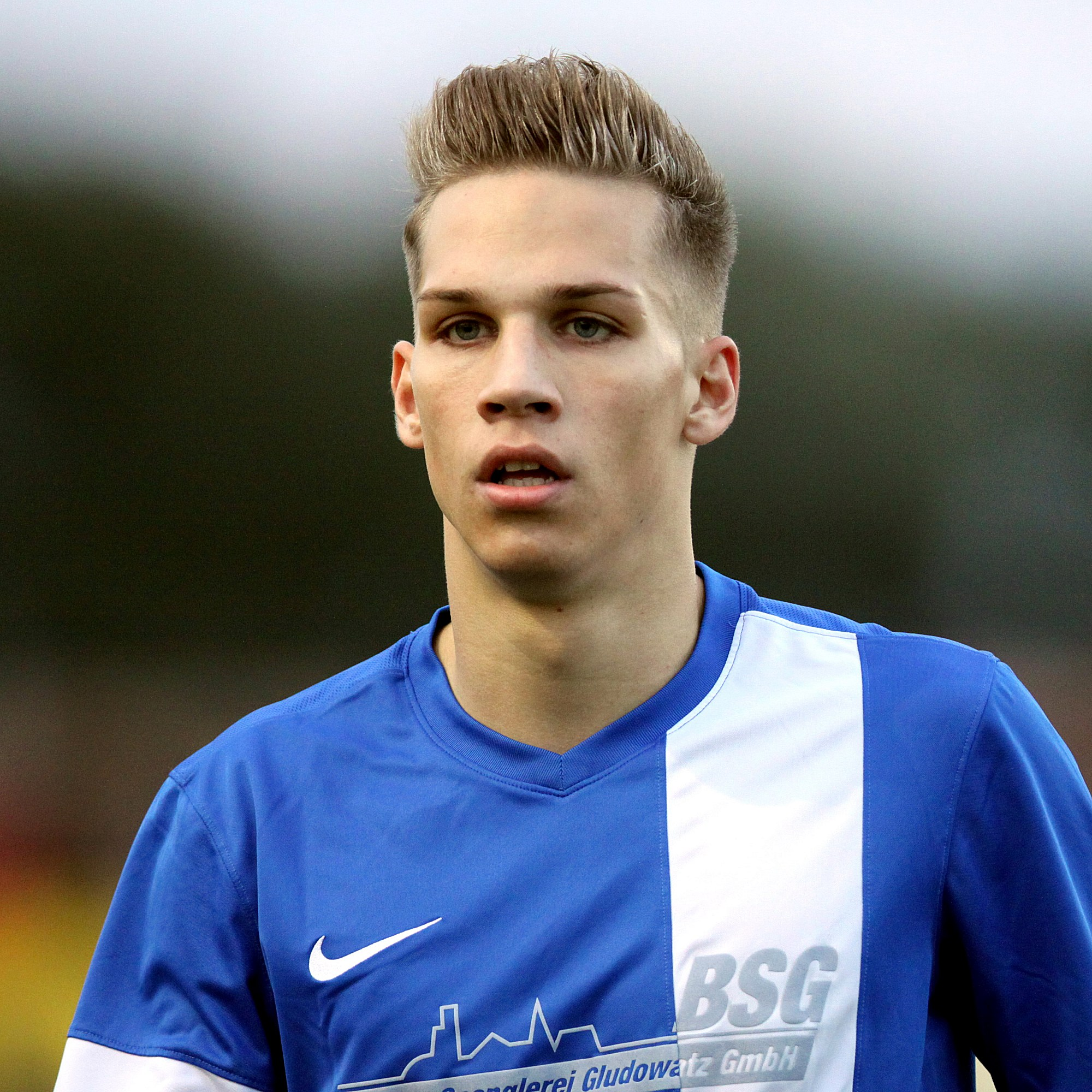
Грегорич в составе «Эбрайхсдорфа»

Моншайн начал профессиональную карьеру в клубе «Бранн эм Гебирге», где за 4 сезона провёл более 100 матчей. В 2014 году Кристоф перешёл в «Эбрайхсдорф», где выступал на протяжении трёх лет. В начале 2016 года Моншайн подписал контракт с клубом «Адмира Ваккер Мёдлинг». 7 февраля в матче против «Ред Булл Зальцбург» он дебютировал в австрийской Бундеслиге. 30 апреля в поединке против «Альтах» Кристоф забил свой первый гол за «Адмира Ваккер Мёдлинг». Летом 2017 года Моншайн перешёл в венскую «Аустрию». 23 июля в матче против «Альтах» он дебютировал за новую команду. 20 августа в поединке против «Маттерсбурга» Кристоф забил свой первый гол за «Аустрию». В том же году в матчах Лиги Европы против хорватской «Риеки», греческого АЕКа и итальянского «Милана».